# Francisco Zúñiga
Francisco Zúñiga Chavarría (* 27. Dezember 1912 in Guadalupe bei San José; † 9. August 1998 in Tlalpan) war ein costa-ricanisch-mexikanischer Maler und Bildhauer.

## Biografie
Zúñiga, Sohn des religiösen Malers und Bildhauers Manuel Zúñiga Rodríguez, immatrikulierte sich 1927 an der Kunstschule von San José, wo er für kurze Zeit Zeichenunterricht erhielt. Im Zeitraum von 1928 bis 1934 arbeitete er als Gehilfe im familiären Bildhauerbetrieb für religiöse Skulpturen.
Angetan von der Landschaft Mexikos, wanderte er 1936 im Alter von 24 Jahren dorthin aus. Dort studierte er bis 1938 bei Rodríguez Lozano Gestaltung und bei Oliverio Martínez Bildhauerei. Unmittelbar danach wurde er Professor für Bildhauerei an der Kunstakademie La Esmeralda in Mexiko-Stadt. Besonders angetan war er von Skulpturen von monumentaler Gestalt. Mit seinen Arbeiten prägte er die Veränderung in der mexikanischen Bildhauerei dieser Zeit bedeutend mit. 1943 wurde er zusammen mit Pedro Coronel, Alberto de la Vega und Manuel Felguérez Mitglied der freien Bildhauerwerkstatt „Taller Libre de Escultura“ und ab 1946 arbeitete er als freier Künstler und offizieller Beauftragter für das Ehrenmal am Stauwehr des Valsequillo in Puebla.
1987 wurde er Mitglied der Academia de Artes.

## Auszeichnungen
- 1935: Preis des costa-ricanischen Kunstsalons Salón de Escultura für seine Steinskulptur „La Maternidad“ (dt.: Die Mutterschaft)
- 1958: 1. Preis für Bildhauerei des Instituto Nacional de Bellas Artes

## Werke

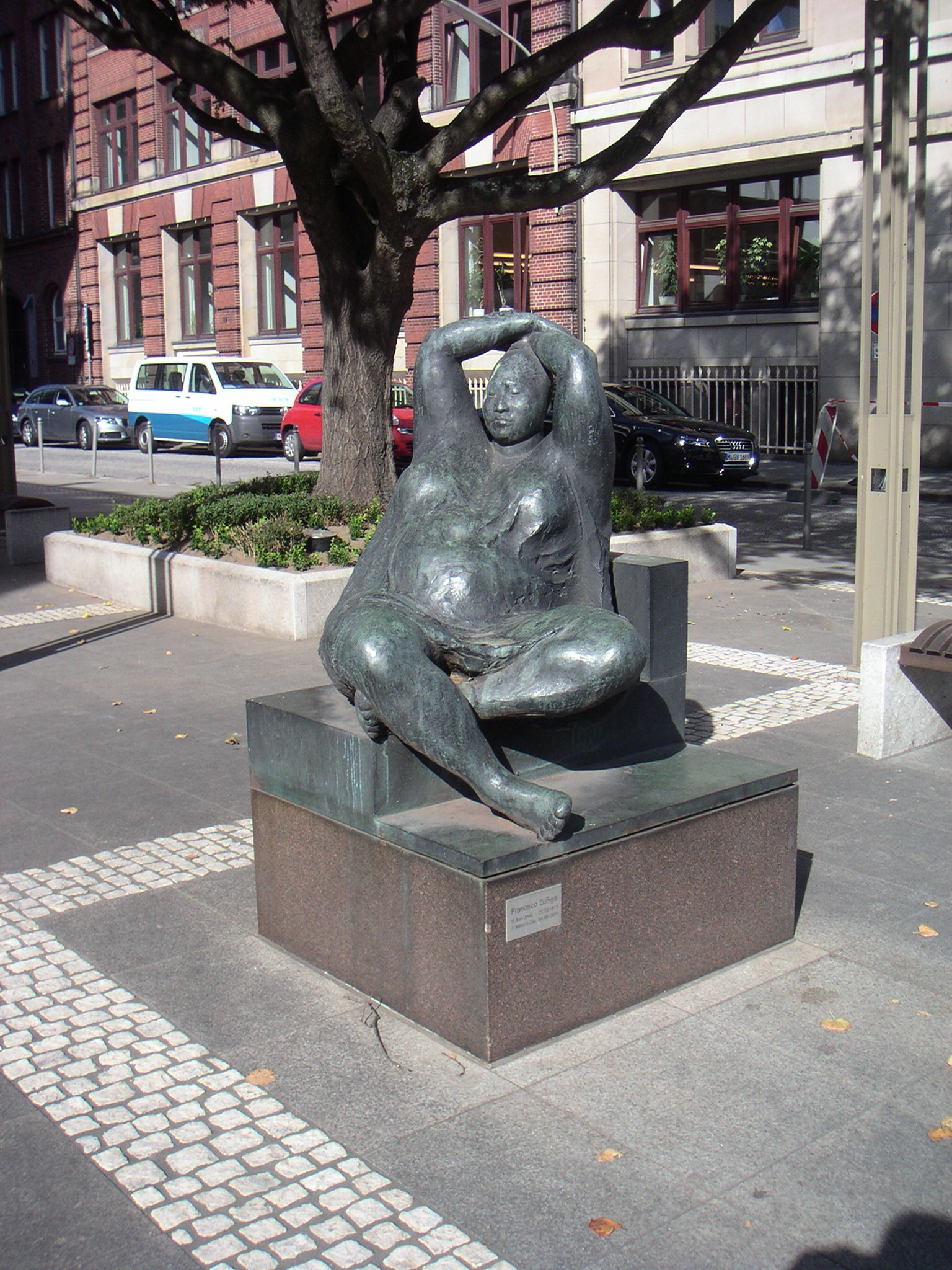
Skulptur vor einer Bank in Hamburg